# FC Ripensia Timișoara
El Ripensia Timișoara es un club de fútbol rumano de la ciudad de Timişoara, fundado en 1928 por el Dr. Cornel Lazăr. El equipo cesó sus operaciones debido a una grave crisis en 1948 y desde entonces permaneció inactivo hasta su refundación en 2012. Los colores del club son el rojo y el amarillo, disputa sus partidos como local en el Stadionul Ciarda Roșie y juega en la Liga II.
El Ripensia fue el primer club de fútbol rumano en convertirse en profesional y, debido a esta situación, no pudieron competir en la liga nacional hasta la temporada 1932-33. Después de ser aceptado en el sistema nacional, el Ripensia rápidamente se convirtió en uno de los mejores equipos del país al ganar cuatro ligas y dos Copas de Rumania en su corta. Lamentablemente el club por su mala situación económica y deportiva descendió cuatro categorías de golpe en un año, el club se encuentra en Liga 6 Timișoara la sexta categoría del fútbol rumano

## Historia

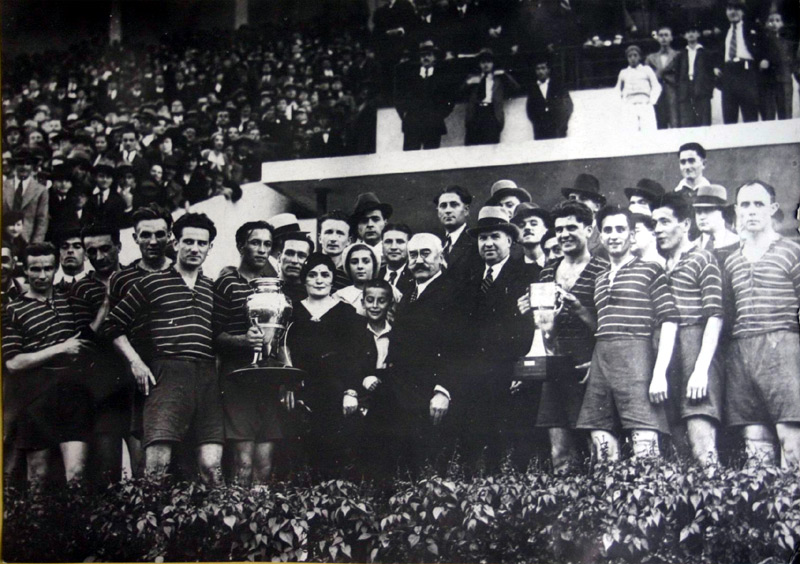
Ripensia Timișoara posa como campeón de la Cupa României 1933–34 lograda ante el U Cluj.

El Fotbal Club Ripensia Timișoara fue fundado en 1928 por el Dr. Cornel Lazăr, un famoso promotor del fútbol en la región de Banat y expresidente del Chinezul Timişoara. Los primeros jugadores que integraron el Ripensia procedían de otros clubes de la ciudad, como el propio Chinezul Timişoara, el C.A.T. o el Politehnica Timişoara. Debido a su estatus profesional, hasta 1932-1933 (la primera temporada de la Liga Nacional, Divizia A), el equipo y sus jugadores no pudieron participar en las competiciones oficiales nacionales.
Fueron campeones de la Liga de fútbol de Rumania en 1933, 1935, 1936 y 1938, así como de la Copa de Rumania, al ganar 3-2 a Universitatea Cluj en 1934 y 5-1 sobre el Unirea Tricolor Bucureşti en 1936. Fueron subcampeones nacionales de 1933-1934 y 1938-1939.
El gran momento de forma del Ripensia les llevó a participar en la Copa Mitropa, una importante competición de clubes de fútbol en el período de entreguerras. En la temporada 1938 el Ripensia se enfrentó y eliminó al AC Milan en esta competición. Los rumanos ganaron el partido de ida por 3-0 en Bucarest y perdió el partido de vuelta en San Siro por 3-1. En la siguiente ronda el Ripensia fue eliminado por el campeón húngaro del Ferencváros (1-4, 4-5).
Después de la Segunda Guerra Mundial, debido a problemas financieros y la organización deportiva del país llevaron al equipo a jugar en Divizia B y Divizia C. Después de 1948, sin ningún tipo de apoyo, desapareció y se fusionó con el Electrica Timişoara.
En el 2012 el equipo se refunda y ese mismo año asciende a la Liga V, para en la siguiente temporada repetir el éxito del ascenso y colocarse así en la Liga IV. También hicieron un buen papel en la Copa de Rumania del 2013/14 donde derrotaron al Universitatea Cluj y alcanzaron así los dieciseisavos.
En la temporada 2014-2015 concluyó en el segundo lugar de la Liga IV, pero a la temporada siguiente se alzó con el título de la Liga IV y se clasificó así para los play-offs de ascenso y consiguiendo finalmente el ascenso a la Liga III.
Así pues, en la temporada 2016-17, volvía a jugar en la  Liga III sesenta años después. El equipo tuvo una lucha muy estrecha por la supremacía en el Seria IV contra CSM colar Reșița, CSM Lugoj, Cetate Deva y Național Sebiș, pero al final ascendieron a la Liga II después de una ausencia de 69 años.

## Jugadores

### Plantilla 2019-20
Actualizado el 23 de julio de 2019

## Palmarés
- Liga I:

- Campeón (4): 1932-33, 1934–35, 1935–36, 1937–38
- Subcampeón (2): 1933–34, 1938–39

- Liga III:

- Campeón (2): 1946–47, 2016-17

- Liga IV:

- Campeón (1): 2015-16
- Subcampeón (1): 2014-15

- Liga V:

- Campeón (1): 2013-14

- Liga VI:

- Campeón (1): 2012-13

- Copa de Rumania:

- Campeón (2): 1933–34, 1935–36
- Subcampeón  (2): 1934–35, 1936–37